# Museu Agrícola de Riachos
O Museu Agrícola de Riachos, inaugurado em Riachos em 1989, reúne um valioso espólio representativo dos vários aspectos do modo de vida do povo riachense.
Pode-se observar a casa tradicional, o lagar e a eira, a maquinaria agrícola, o traje, as artes e ofícios tradicionais.
Em suma este museu representa um passado recente que se extinguiu com o aparecimento da revolução industrial.